# Hengshui (köpinghuvudort i Kina, Shaanxi, lat 34,47, long 107,52)
Hengshui är en köpinghuvudort i Kina. Den ligger i provinsen Shaanxi, i den nordvästra delen av landet, omkring 130 kilometer väster om provinshuvudstaden Xi'an. Antalet invånare är 39 802. Befolkningen består av 19 598 kvinnor och 20 204 män. Barn under 15 år utgör 14,0 %, vuxna 15-64 år 76 %, och äldre över 65 år 9,0 %.
Runt Hengshui är det tätbefolkat, med 356 invånare per kvadratkilometer. Närmaste större samhälle är Fengxiang Chengguanzhen, 13,6 km väster om Hengshui. Trakten runt Hengshui består till största delen av jordbruksmark.
Genomsnittlig årsnederbörd är 730 millimeter. Den regnigaste månaden är september, med i genomsnitt 159 mm nederbörd, och den torraste är december, med 2 mm nederbörd.